# Chi Bàm bàm

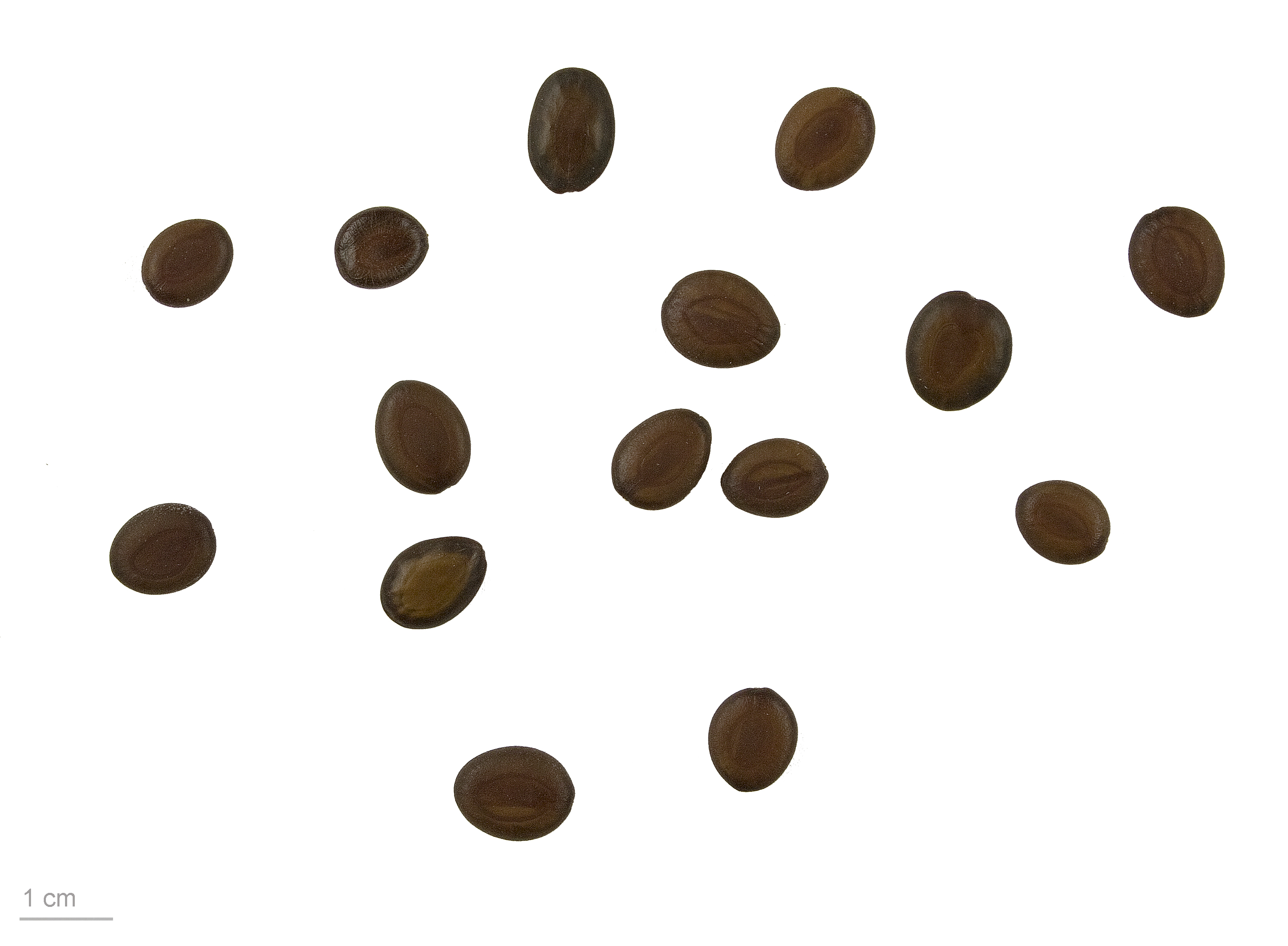
Entada africana

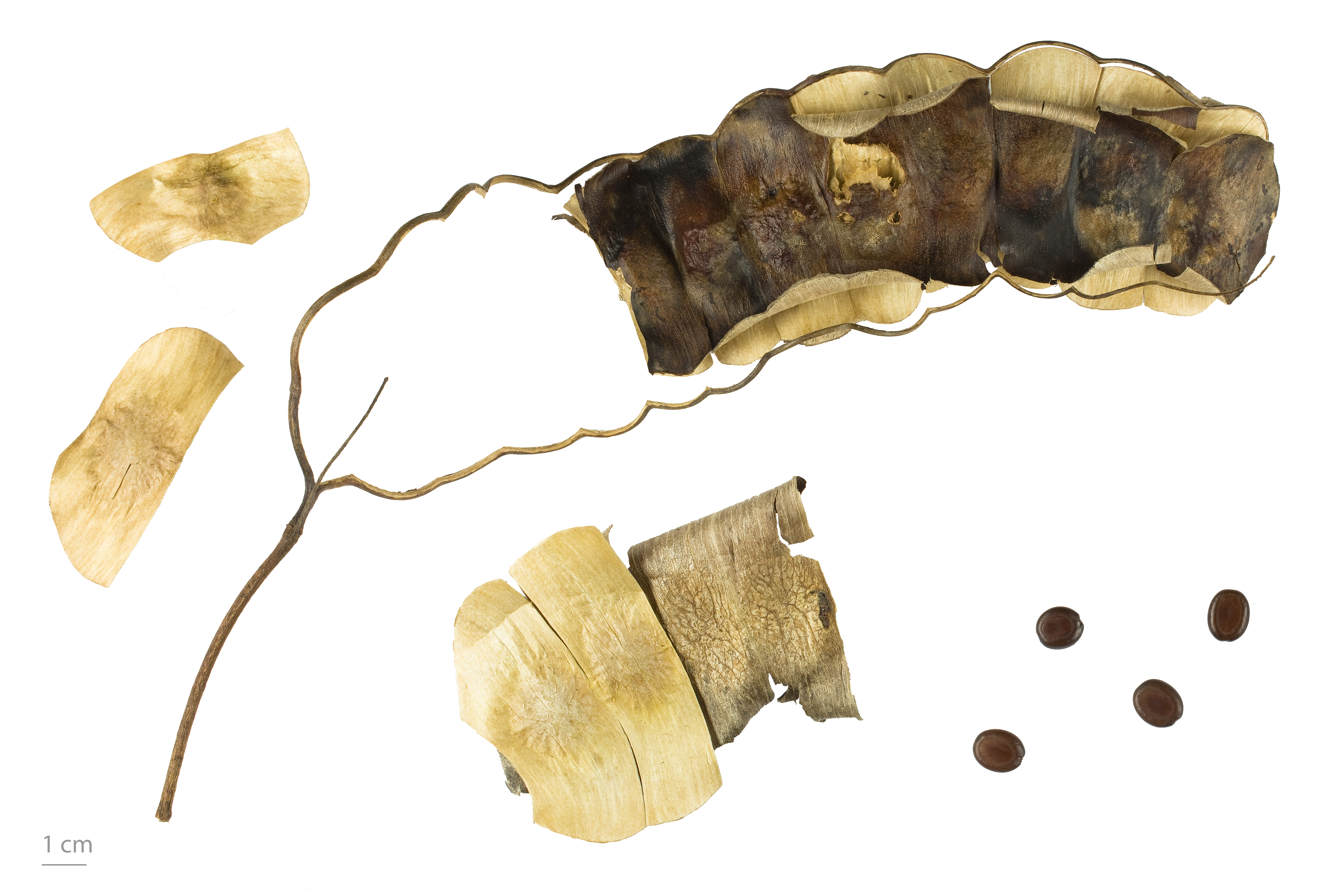
Entada abyssinica

Entada là một chi thực vật có hoa trong họ Đậu.